# Federação do Comércio do Estado do Ceará
A Federação do Comércio do Estado do Ceará (Fecomércio) é uma federação de sindicatos de empregadores ou de categoria econômica dos comerciantes do Ceará. Foi fundada em 1948, tendo como primeiro presidente Clóvis Arrais Maia. Congrega atualmente 33 sindicatos. A Fecomércio coordena o sistema SESC, SENAC no Ceará. Está vinculado a Confederação Nacional do Comércio de Bens, Serviços e Turismo.